# Manor House (metrostation)
Manor House is een station van de metro van Londen aan de Piccadilly Line dat in 1932 is geopend.

## Geschiedenis
In het begin van de twintigste eeuw onderhield de Great Northern Railway(GNR) voorstadsdiensten met stoomtreinen en reizigers moesten overstappen bij Finsbury Park overstappen tussen trein en metro. Om dit knelpunt op te lossen werd er gepleit voor een doorgaande dienst door een van de metrolijnen door te trekken naar het noorden. De GNR en haar rechtsopvolger LNER verzetten zich hier tegen omdat ze daardoor reizigers zouden verliezen. In 1925 werd LNER voor de keuze gesteld om zelf elektrisch te gaan rijden of het verzet tegen te metro op te geven. LNER had geen geld voor elektrificatie en zodoende was de weg vrij voor het door trekken van de Great Northern, Piccadilly and Brompton Railway (GNP&BR). In 1929 werd de verlenging met zeven stations vastgelegd met Manor House als zuidelijkste station, in november werd Cockfosters als achtste toegevoegd aan het tracébesluit. Op 19 september 1932 werden de eerste vijf stations ten noorden van Finsbury Park geopend. Op 1 juli 1933 werd het openbaar vervoer in Londen genationaliseerd in London Transport, dat de lijn omdoopte in Piccadilly Line.

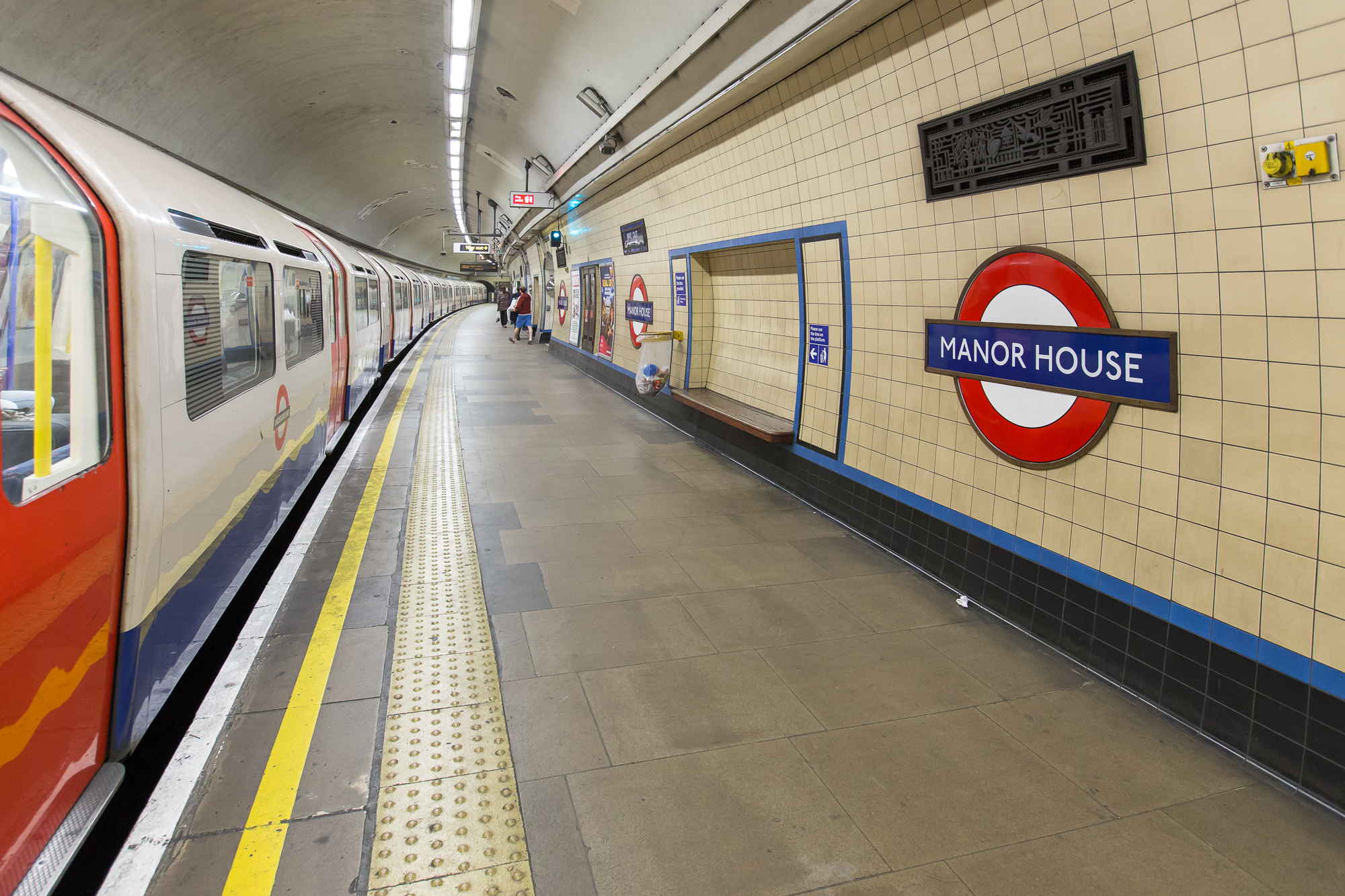
Het tegelwerk in de stijl van Holden
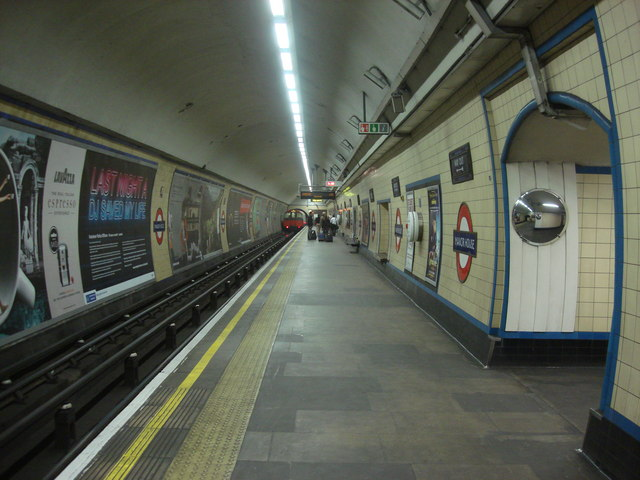
Bredere perrons en een kuil tussen het spoor als vernieuwing.
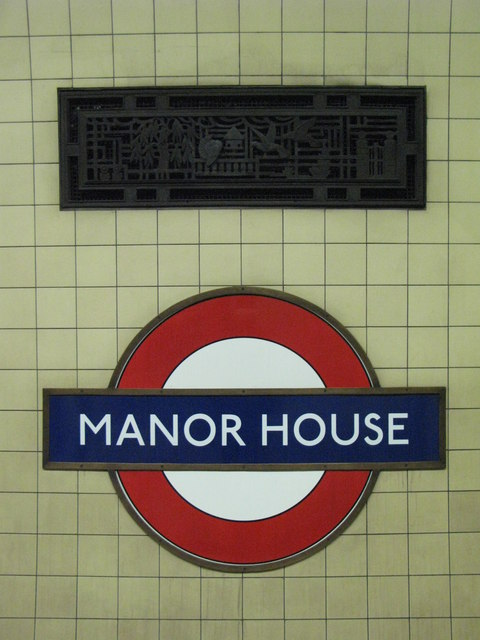
De roundel onder een opgesierd ventilatierooster.

## Ligging en inrichting
Het station ligt op de grens van de Londense stadsdelen Hackney en Haringey, drie van de ingangen liggen in Hackney en één ingang ligt in Haringey, rond het kruispunt van Seven Sisters Road en Green Lanes. De naam is te danken aan een café dat vroeger bij het kruispunt stond.
Architect Charles Holden kwam voor de verlenging naar Cockfosters, waaronder station Manor House, met een nieuwe norm voor de vormgeving van de Londense metro. De ondergrondse delen van het station zijn betegeld met biscuitkleurige tegels met blauwe friezen die in 2005 werden gerestaureerd.
Aanvankelijk waren er geen vier maar negen toegangen op straatniveau, hiervan kwamen er twee uit bij het tramstation op Seven Sisters Road waar de trams naar Tottenham, Edmonton en Stamford Hill vertrokken. In 1938 werden de trams vervangen door trolleybussen en in 1951 werden de toegangen verwijderd.
De tunnels rond de perrons hebben, in verband met de verwachtte toeloop, bij Manor House, Turnpike Lane en Wood Green een diameter van 7 meter. Een ander nieuwtje waren de “zelfmoordkuilen” tussen de sporen die werden gebouwd in samenhang met een gangenstelsel onder de perrons om toegang tot het spoor te bieden. 
Naast de noordelijke uitgang liggen de resten van een tramspoor dat naar de achterkant van het voormalige hoofdkantoor van de Metropolitan Electric Tramways (MET), de latere Eastern Divisional Office van London Transport Buses, loopt.

## Victoria Line
In 1955 werden de uitgewerkte plannen voor route C, de latere Victoria Line, gepresenteerd. Hierbij werd onder meer overwogen om Manor House in de nieuwe lijn op te nemen en voor de Piccadilly Line nieuwe tunnels tussen Finsbury Park en Turnpike Lane te bouwen. Door deze ombouw zou de reistijd tussen de noordelijke stations van de Piccadilly Line en het centrum aanzienlijk worden bekort. Het plan werd verworpen in verband met de kosten en de hinder die tijdens de ombouw zou ontstaan.